# Pytlák (Hrubý Jeseník)
Pytlák je skalnatý vrchol v Medvědské hornatině nacházející se 4 km severozápadně od Vrbna pod Pradědem. Vrcholový patník dosahuje výšky 1040 m n. m.

## Přístup
Na Pytlák nevede žádná značená trasa. Z Vrbna pod Pradědem se lze dostat na vrchol přes sedlo Františkova chata s převýšením 500 m. Jedna z dalších možností je cesta z Mnichova po Suchohorské cestě tato cesta je ale fyzicky náročnější.

## Vrchol
Oficiální cesta k vrcholu nevede. Vrchol je vzdálen 50 až 100 m od hřebenových cest. Lepší přístup je ovšem ze severozápadní strany kopce.
Vrchol je pokryt skalami ze kterých je možný výhled směrem na hlavní hřeben Jeseníků a nejvyšší horu – Praděd.

## V blízkosti hory "Pytlák"
Na západní straně hory Pytlák se nachází hned dvě kulturní památky, strážní hrady z 13. století. Dnes to jsou již zříceniny:
- Pustý zámek (Veisenštejn)
- Rabenštejn

Hora Pytlák je obklopena dalšími nedalekými vrcholy:
- spočinkem Loupežník (1018 m n. m.)
- Slatina (1071 m n. m.)
- Na Vyhlídce (978 m n. m.)
- Suchý vrch (941 m n. m.)
- Javůrka (921 m n. m.)